# Gleisbauer

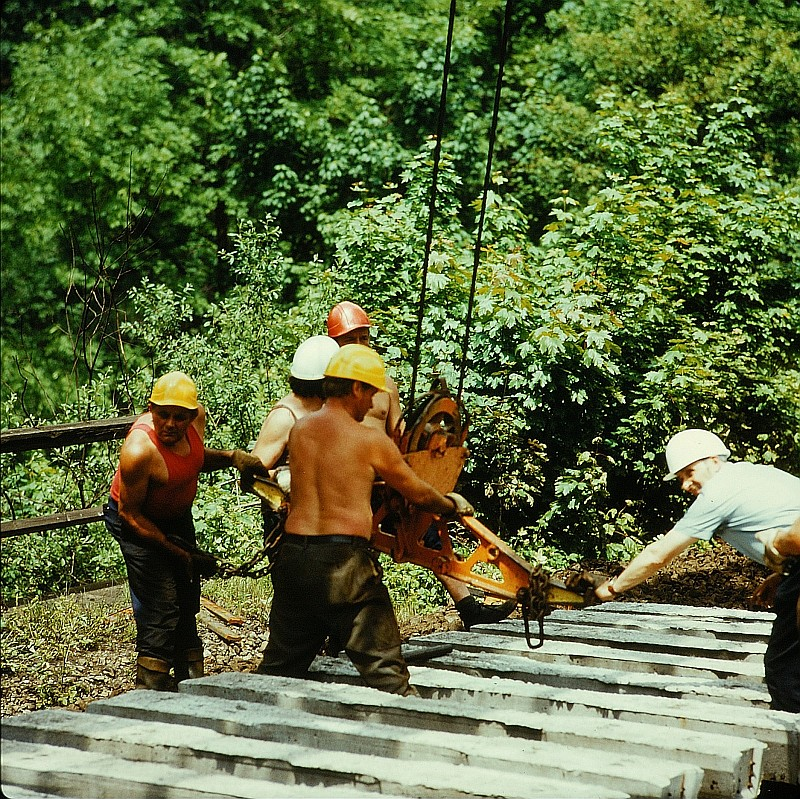
Gleisbauer

Gleisbauer, auch Gleisarbeiter genannt, ist ein Ausbildungsberuf, in Deutschland ist er durch Verordnung vom 2. Juni 1999 (BGBl. I S. 1102) anerkannt.
Gleisbauer arbeiten sowohl im Neubau als auch in der Sanierung und Instandsetzung von Gleisanlagen. Darüber hinaus führen sie angrenzende Arbeiten in den Gewerken des Hochbaus und des Straßenbaus durch.

## Anforderungen und Arbeitsort
Von Gleisbauern wird handwerkliches Geschick, praktisches und technisches Verständnis erwartet. In Hinblick auf die Bahnreisenden und der Mitarbeitenden ist ein starkes Verantwortungs- und Sicherheitsbewusstsein unabdingbar. Die Arbeit findet die meiste Zeit unter freiem Himmel statt, eine robuste Gesundheit gehört zu den Grundvoraussetzungen. Trotz vieler Maschinen und Werkzeuge erfordert die Arbeit eine gute Fitness und Muskelkraft, dennoch ist auch hohe Genauigkeit verlangt, schließlich sollen die Züge leise und ohne Ruckeln auf den Gleisen fahren können. Je nach Auftrag übernachten die Arbeiter auch auswärts oder in der Nähe der Baustelle. Um die Störungen im Bahnbetrieb zu minimieren, sind auch Nachtschichten notwendig.

## Deutschland
Die Ausbildungsdauer beträgt drei Jahre. Der Beruf wird in der Industrie ausgebildet.

### Geschichte
In der DDR hieß der Beruf bis 1985 Facharbeiter für Eisenbahnbautechnik und von 1985 bis zur Wiedervereinigung Facharbeiter für Eisenbahnbau.

### Weiterbildung und Karriere
Mögliche Weiterbildungs- und Karrierewege sind
- Vorarbeiter
- Polier
- Industriemeister Fachrichtung Gleisbau
- Staatlich geprüfter Techniker Fachrichtung Bautechnik Schwerpunkt Tiefbau

## Schweiz
Die berufliche Grundbildung zum Gleisbauer EFZ dauert drei Jahre. Die Berufsfachschule wird in Blockkursen besucht. Die Ausbildung wird von Login, dem Ausbildungsverbund von den SBB und den Privatbahnen, angeboten.

## Bilder

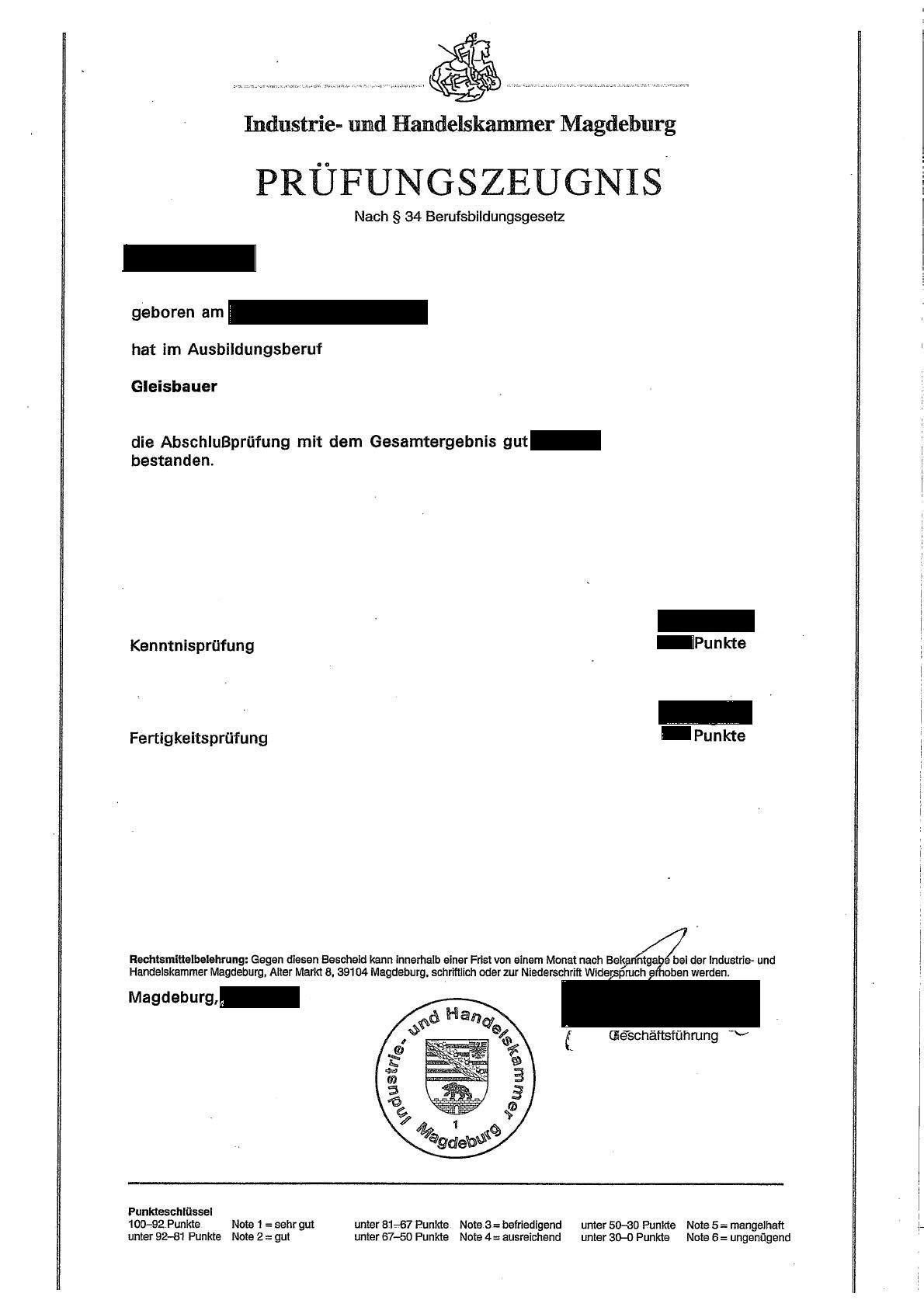
Gleisbauer Prüfungszeugnis
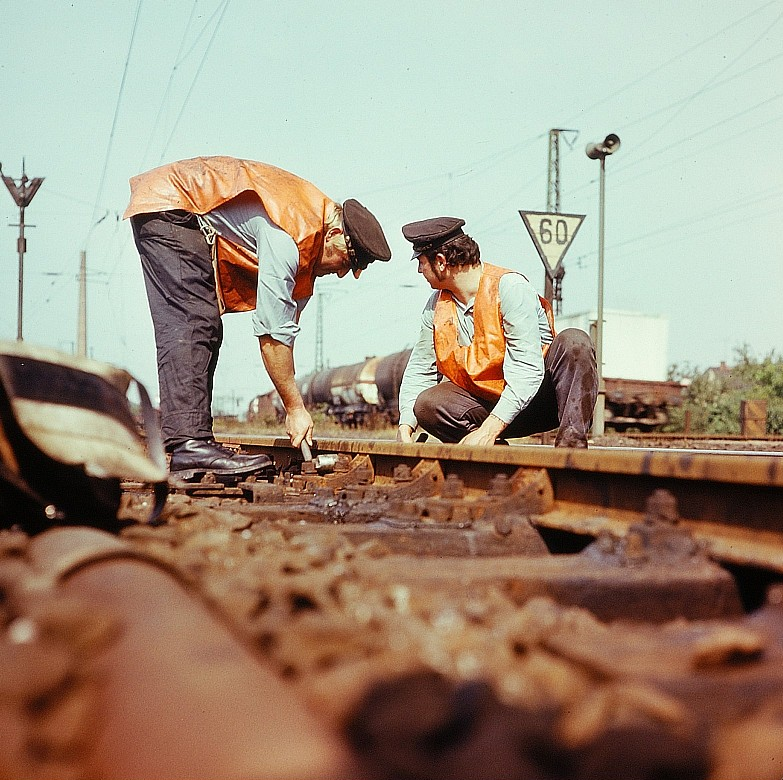
Gleisbauer/Weichenmechaniker
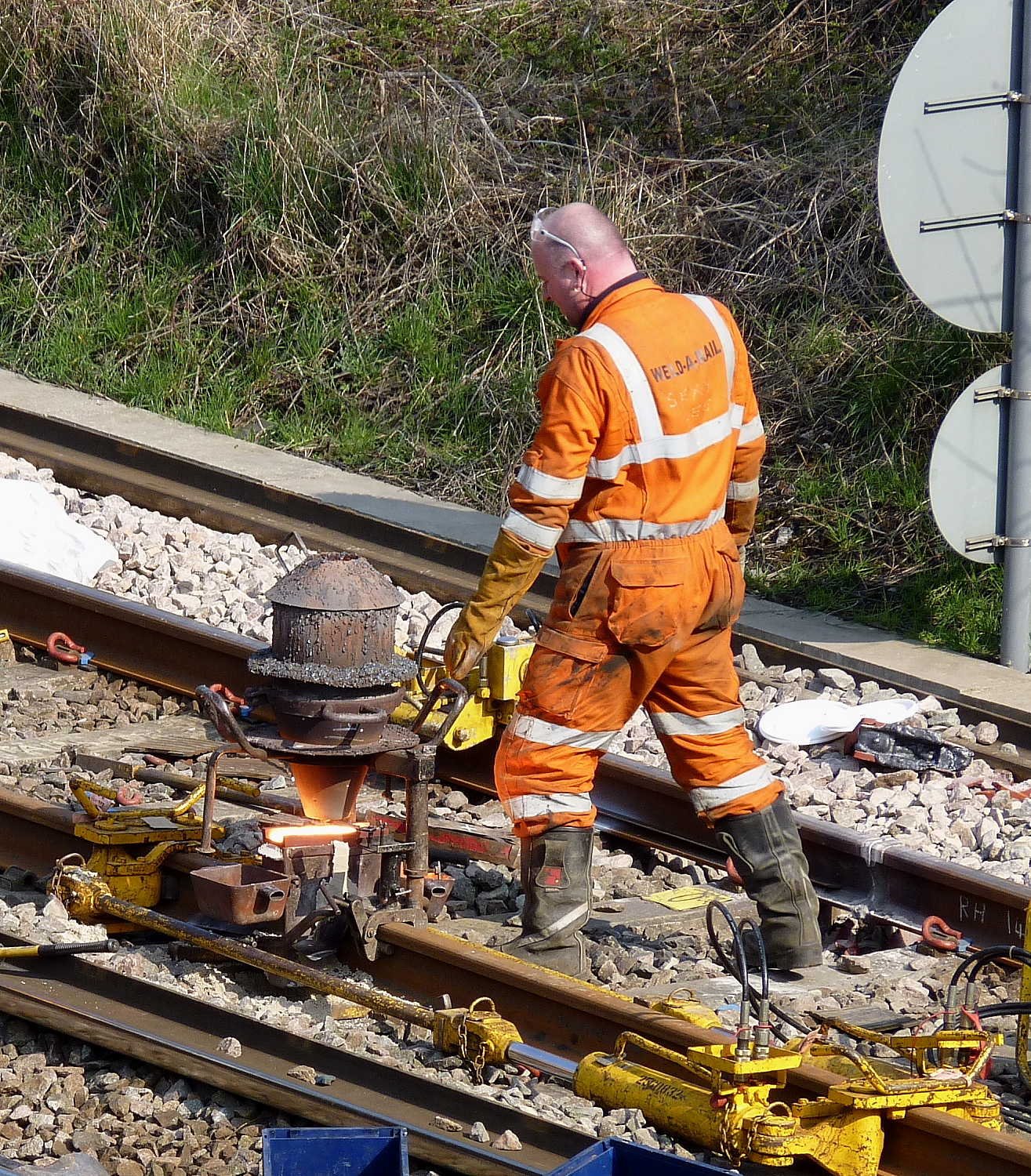
Thermitschweißen
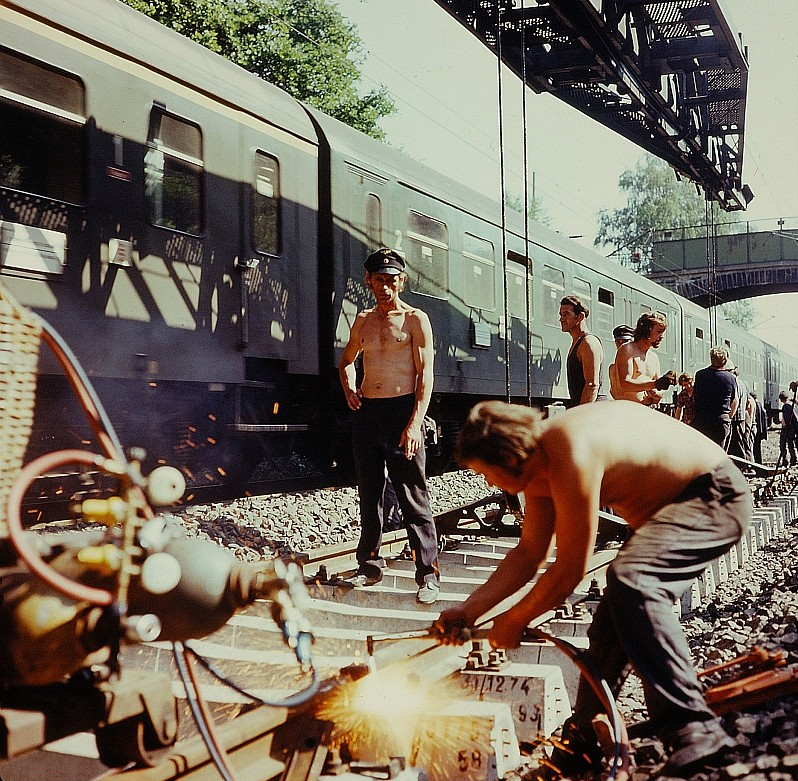
Brennschneiden
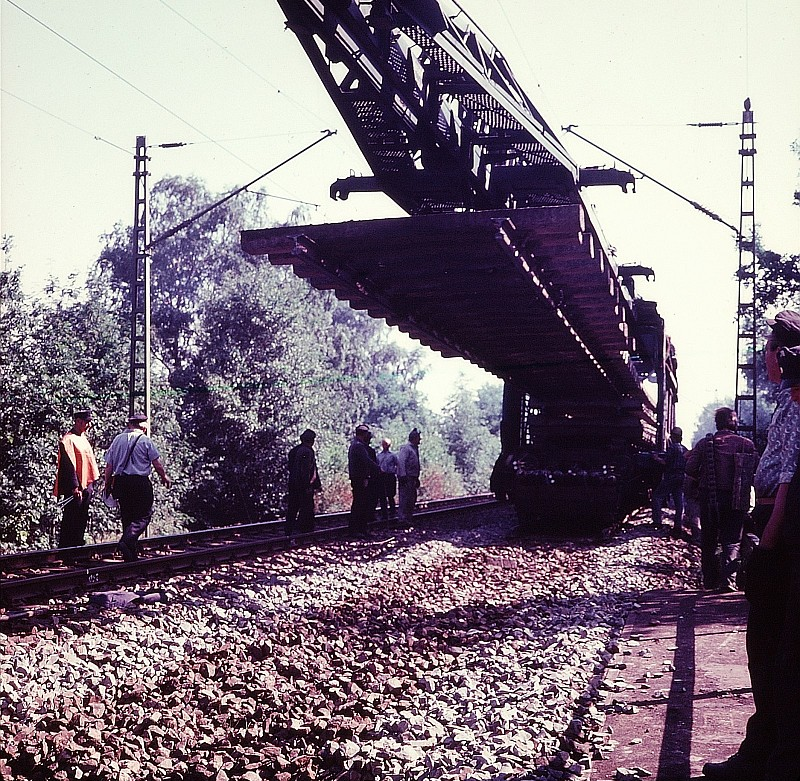
Jochverlegung mit Platow-Kran